# سكوت لونش
سكوت لونش (بالإنجليزية: Scott Lynch)‏ (2 أبريل 1978، سانت بول في الولايات المتحدة)؛ كاتب وروائي أمريكي.

## روابط خارجية
- سكوت لونش على موقع IMDb (الإنجليزية)
- سكوت لونش على موقع ميوزك برينز (الإنجليزية)